# 1990 TR
(5646) 1990 TR är en jordnära Amor-asteroid som upptäcktes 11 oktober 1990 i Kushiro av de båda japanska astronomerna Hiroshi Kaneda och Seiji Ueda.

## Måne
Den 22 november 2012 studerade B. D. Warner ljuskurvor från bland annat 1990 TR och kom att misstänka att asteroiden är binär. Månens omloppsbana anses ha en halv storaxel om 5,1 kilometer och gör ett varv runt 1990 TR på 19,5 timmar. Den anses mäta ungefär 500 meter i diameter.